# Kościół Polskokatolicki w Rzeczypospolitej Polskiej

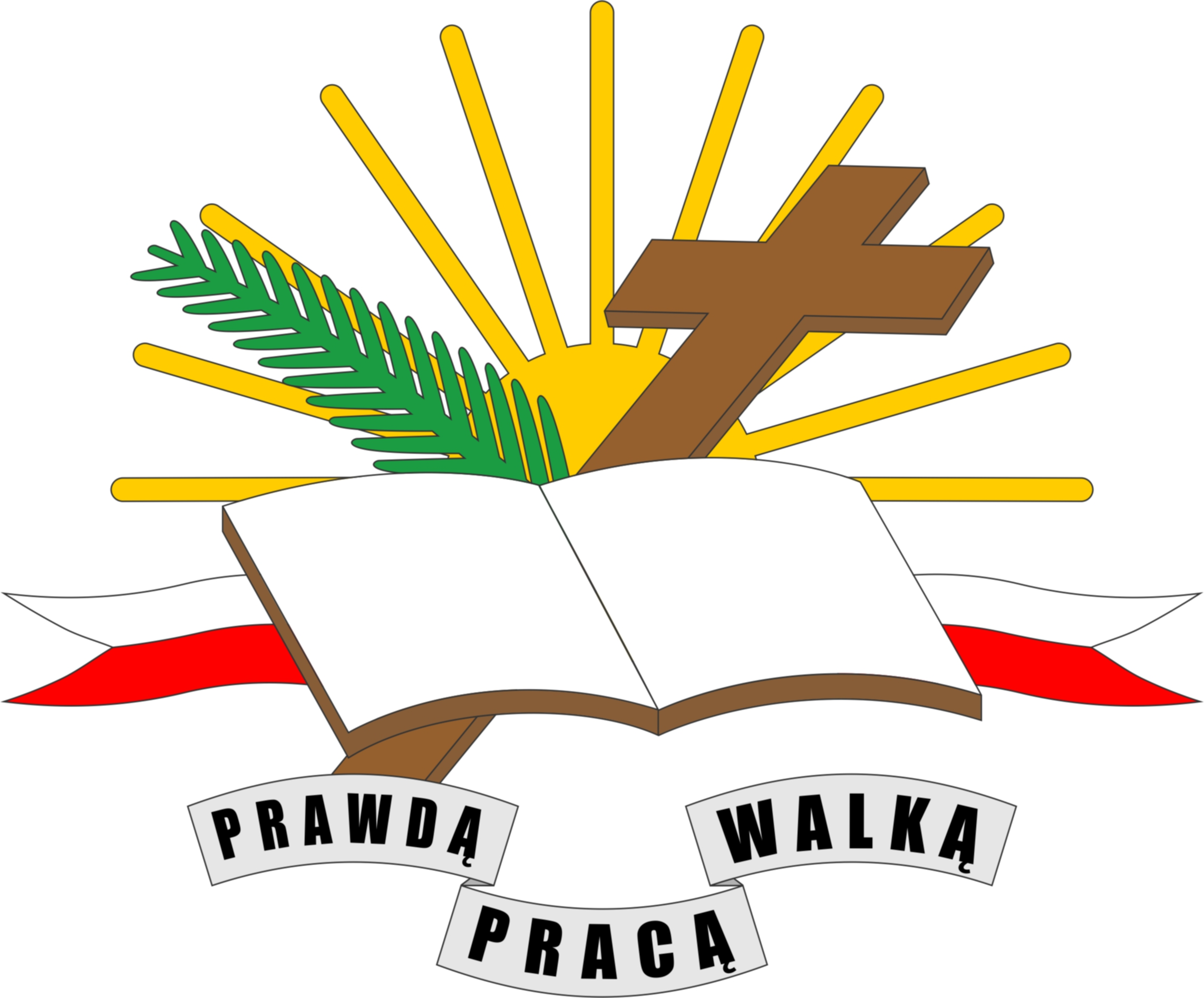
Godło KPK

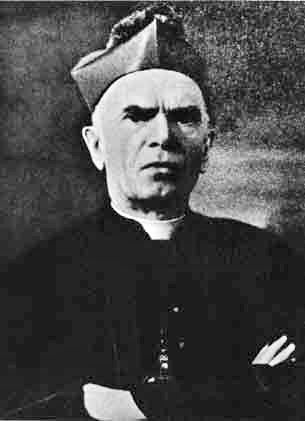
bp Franciszek Hodur

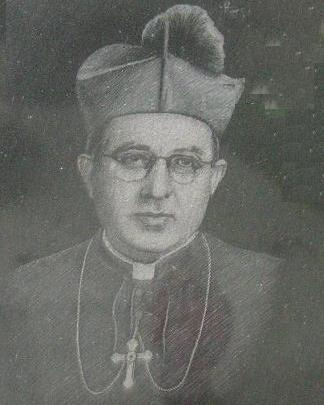
bp Józef Padewski

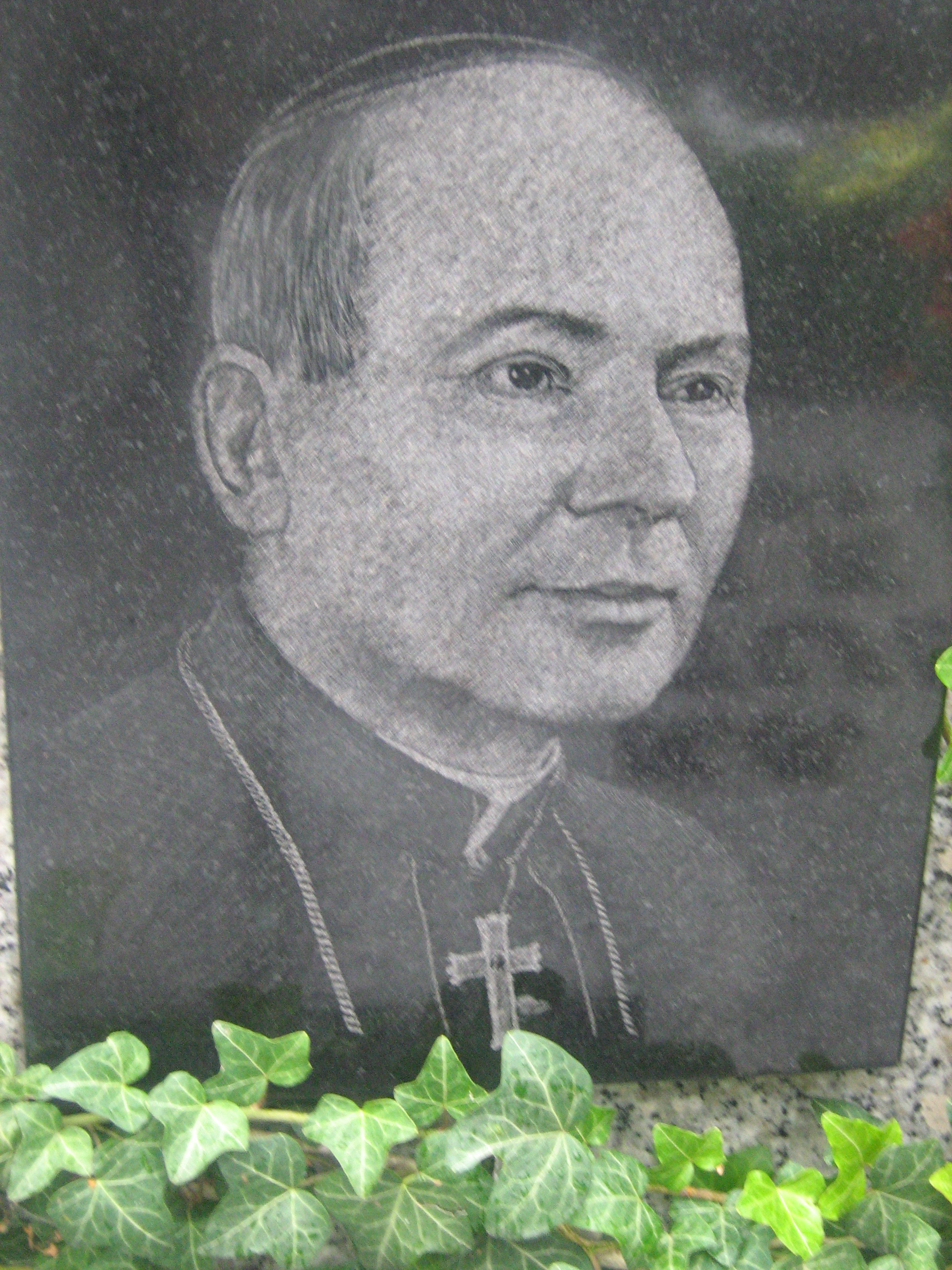
bp Julian Pękala

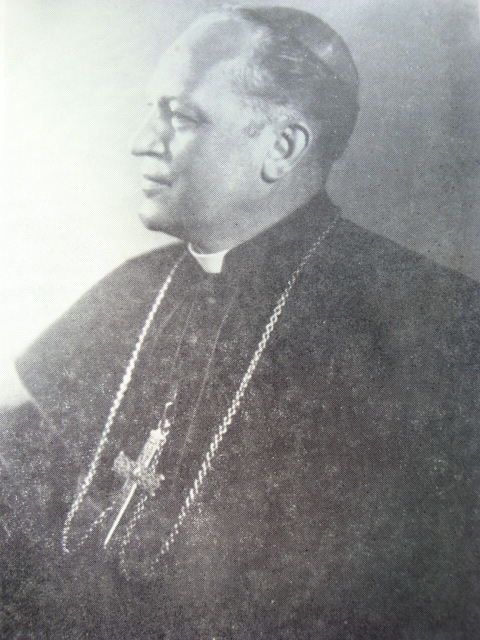
bp Maksymilian Rode

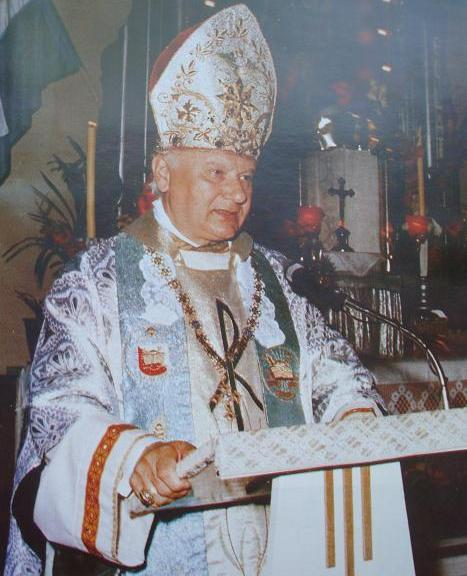
bp Tadeusz Majewski

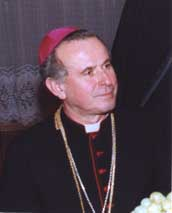
bp Wiktor Wysoczański

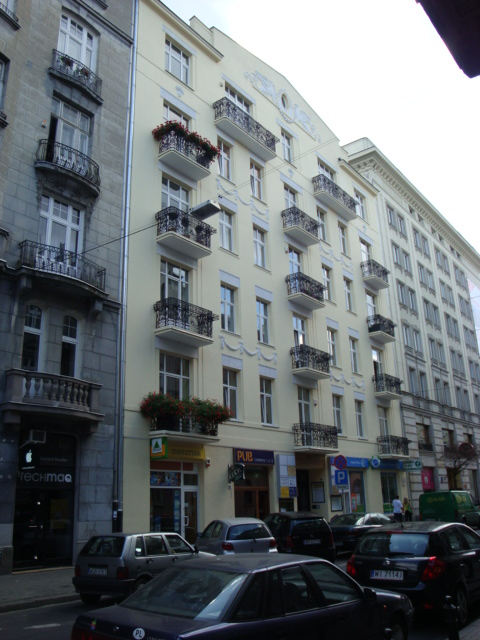
Wyższe Seminarium Duchowne Kościoła Polskokatolickiego w Warszawie

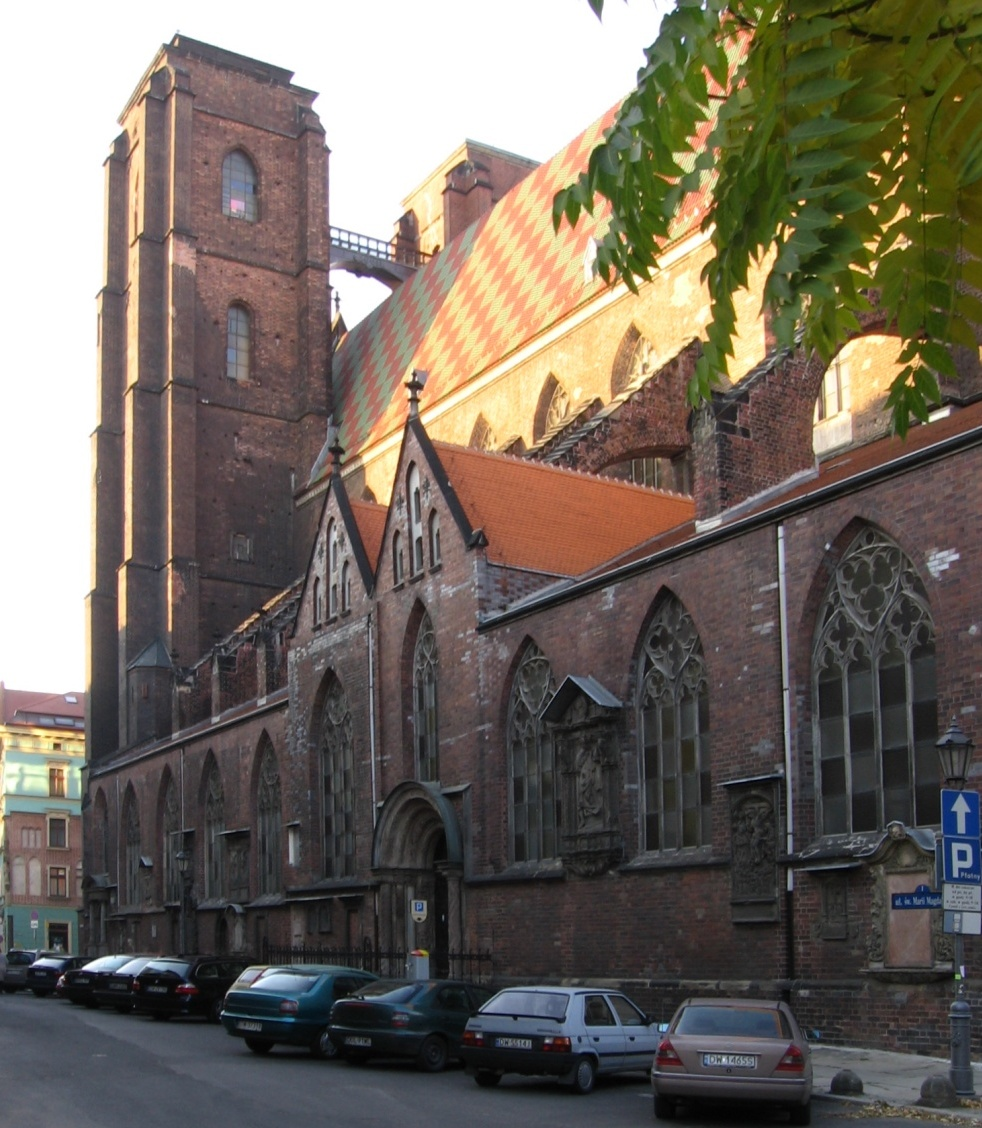
Katedra św. Marii Magdaleny we Wrocławiu

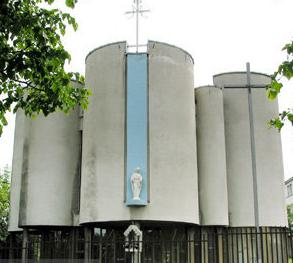
Katedra Matki Boskiej Królowej Apostołów w Częstochowie

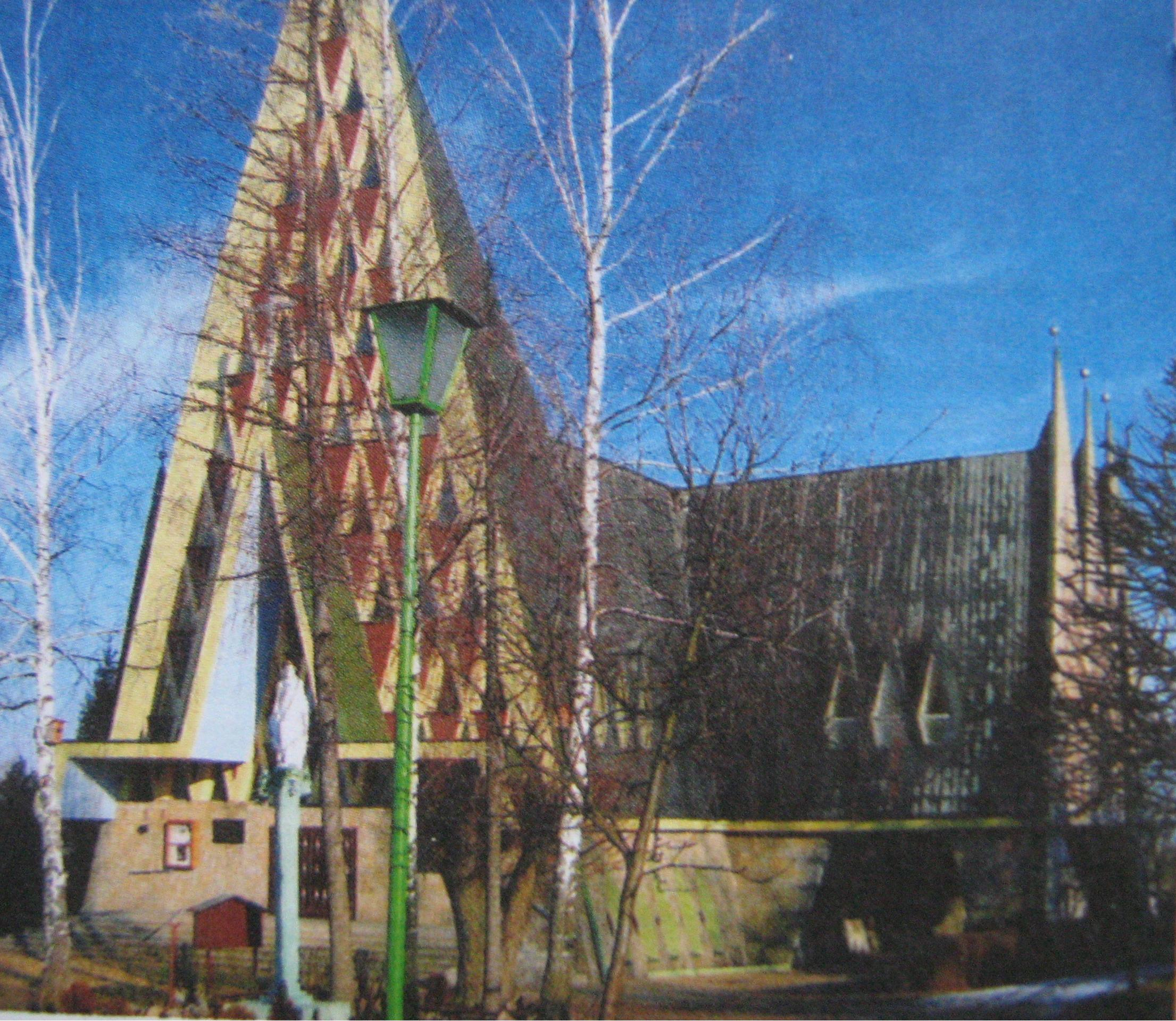
Prokatedra Narodzenia NMP w Kotłowie

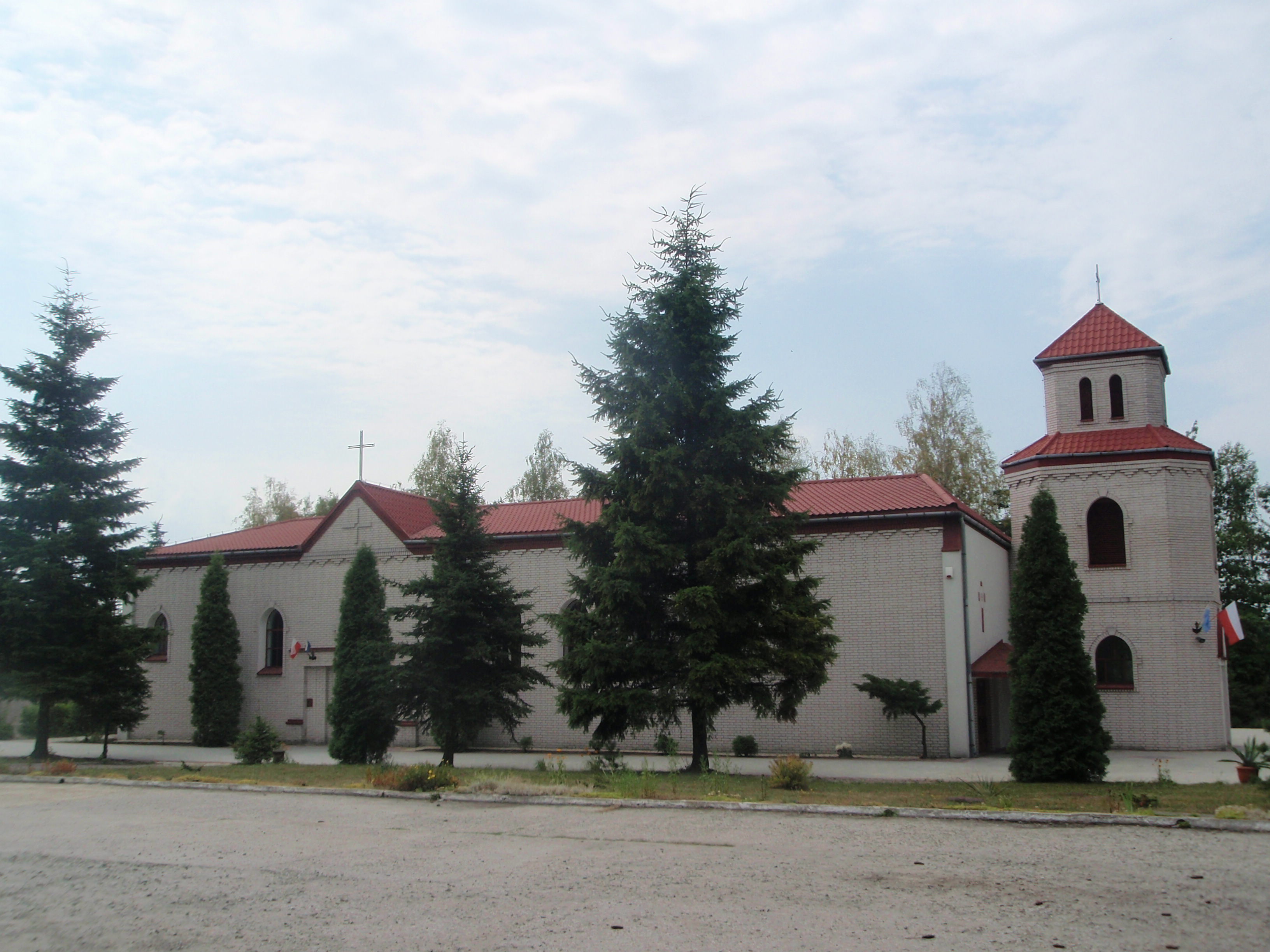
Kościół Bożego Ciała w Bolesławiu

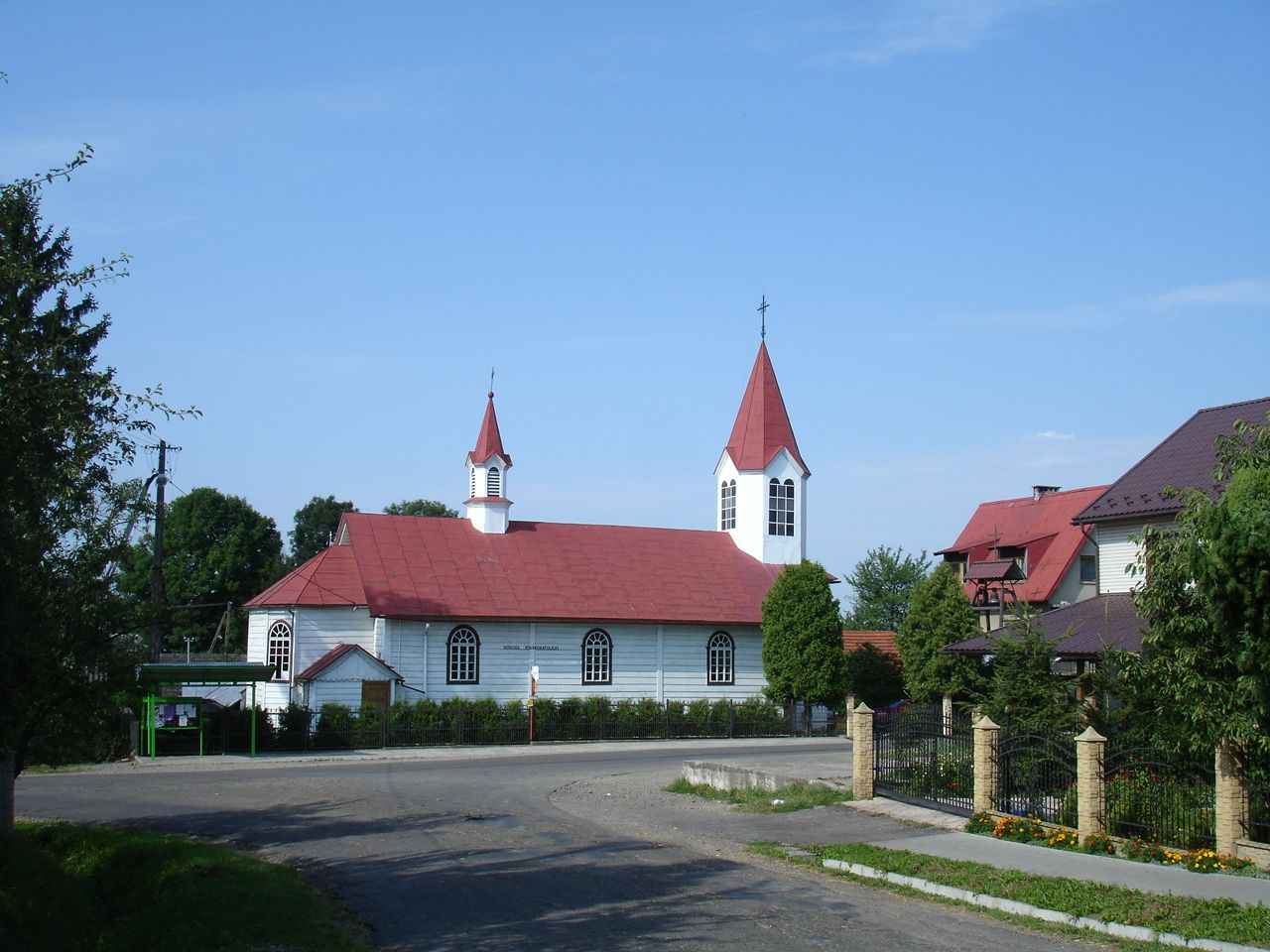
Kościół Najświętszego Serca Pana Jezusa w Bażanówce

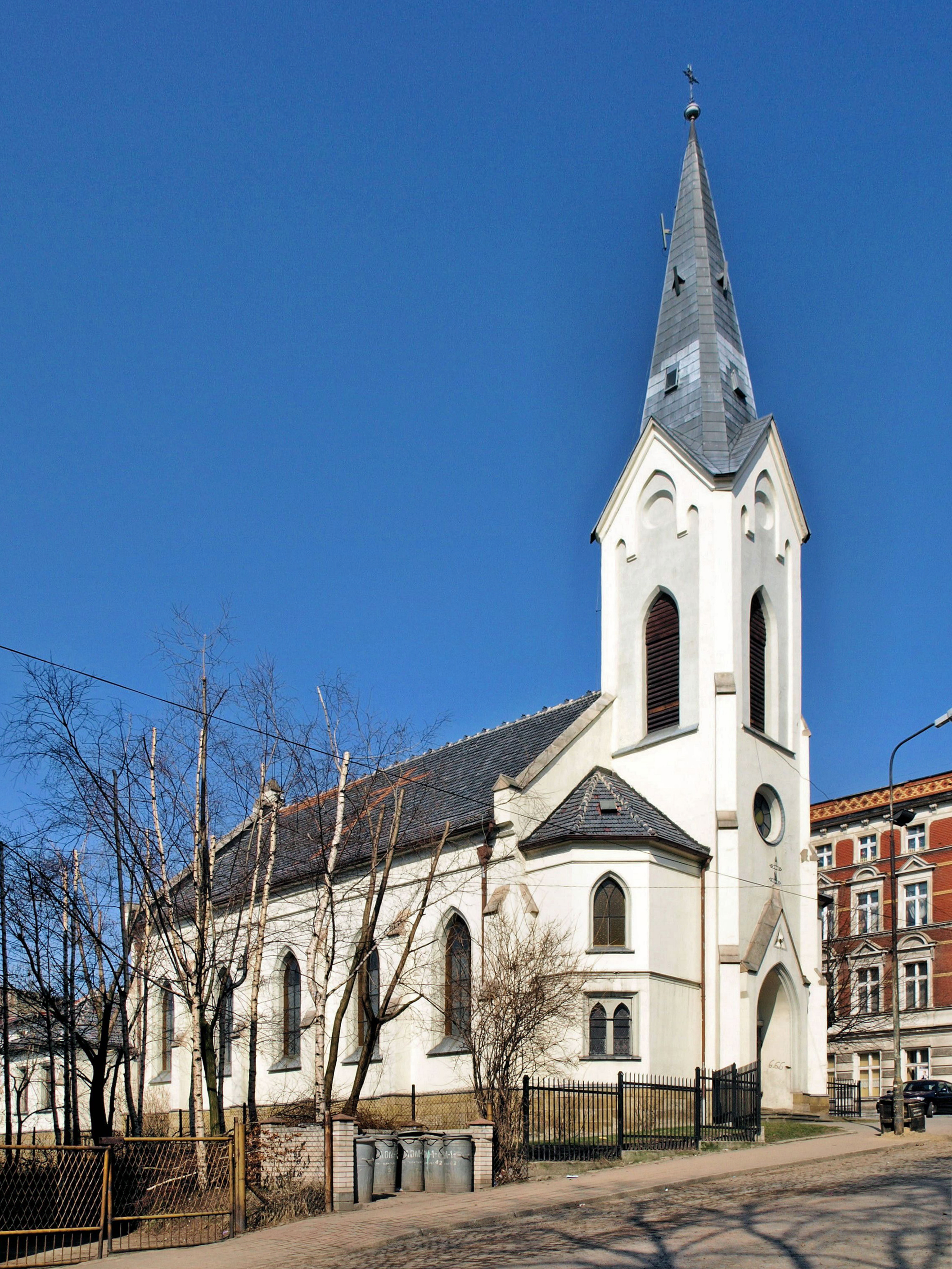
Kościół św. Pawła w Boguszowie-Gorcach

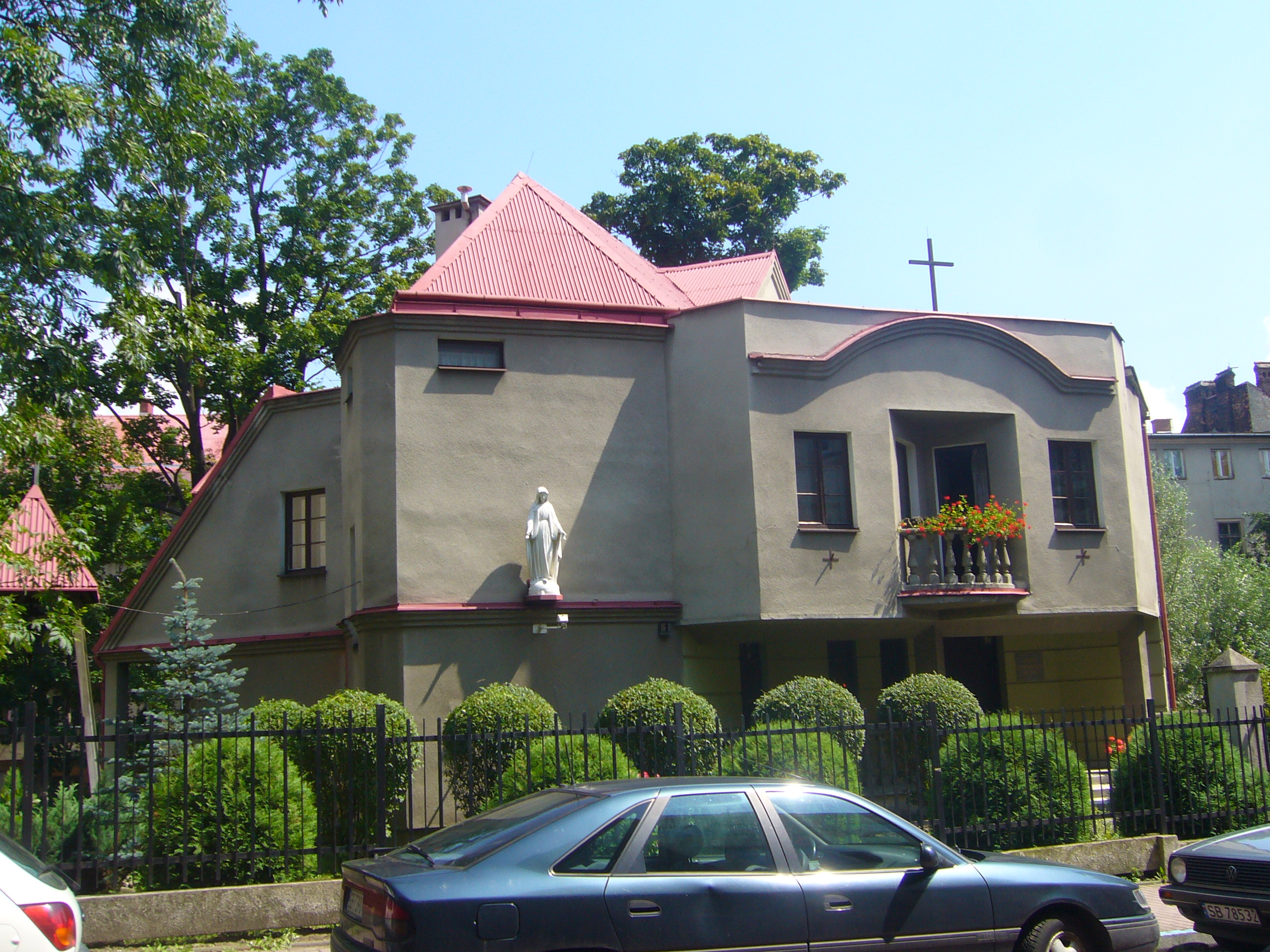
Kościół św. Anny w Bielsku-Białej

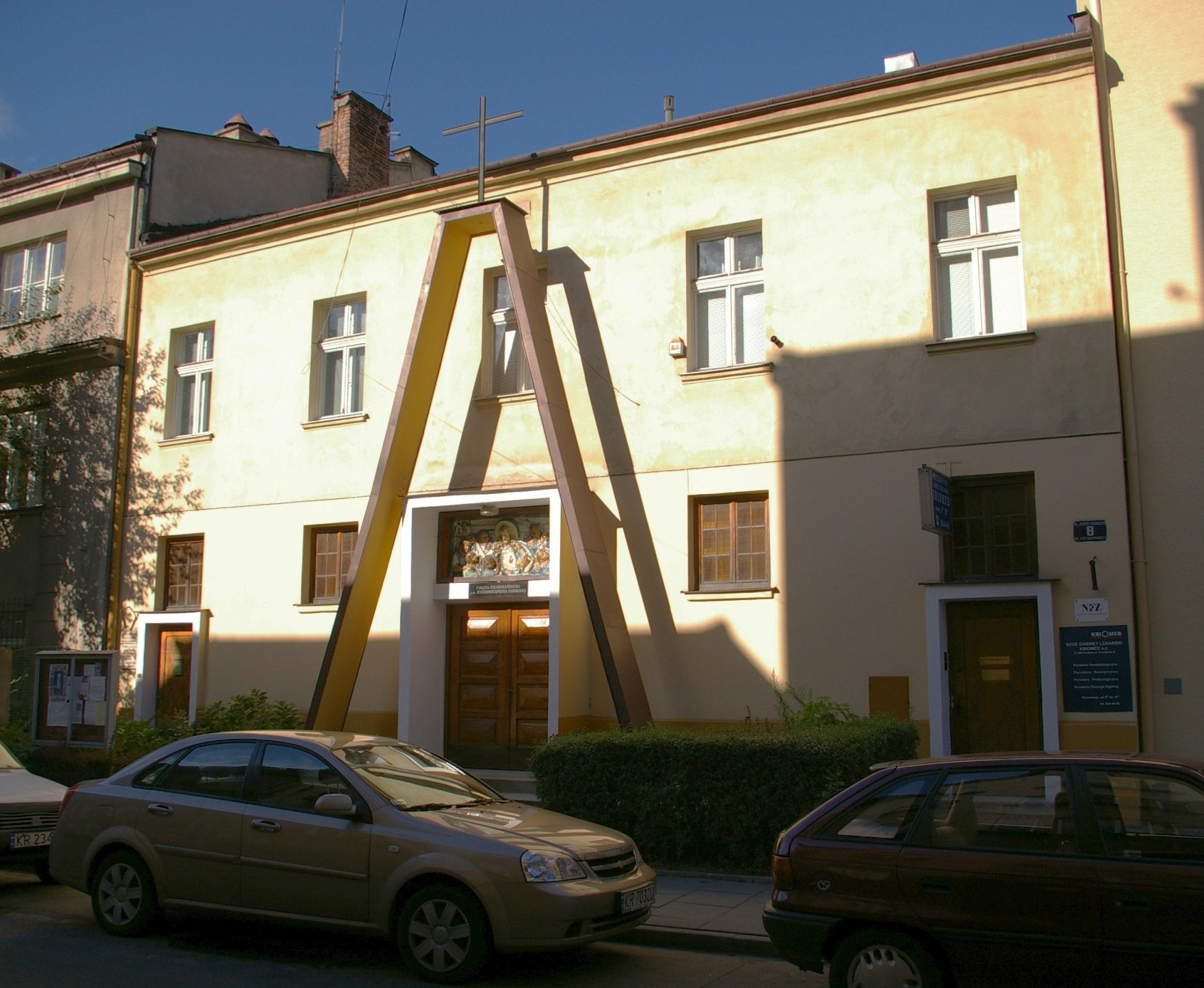
Kościół Wniebowstąpienia Pańskiego w Krakowie

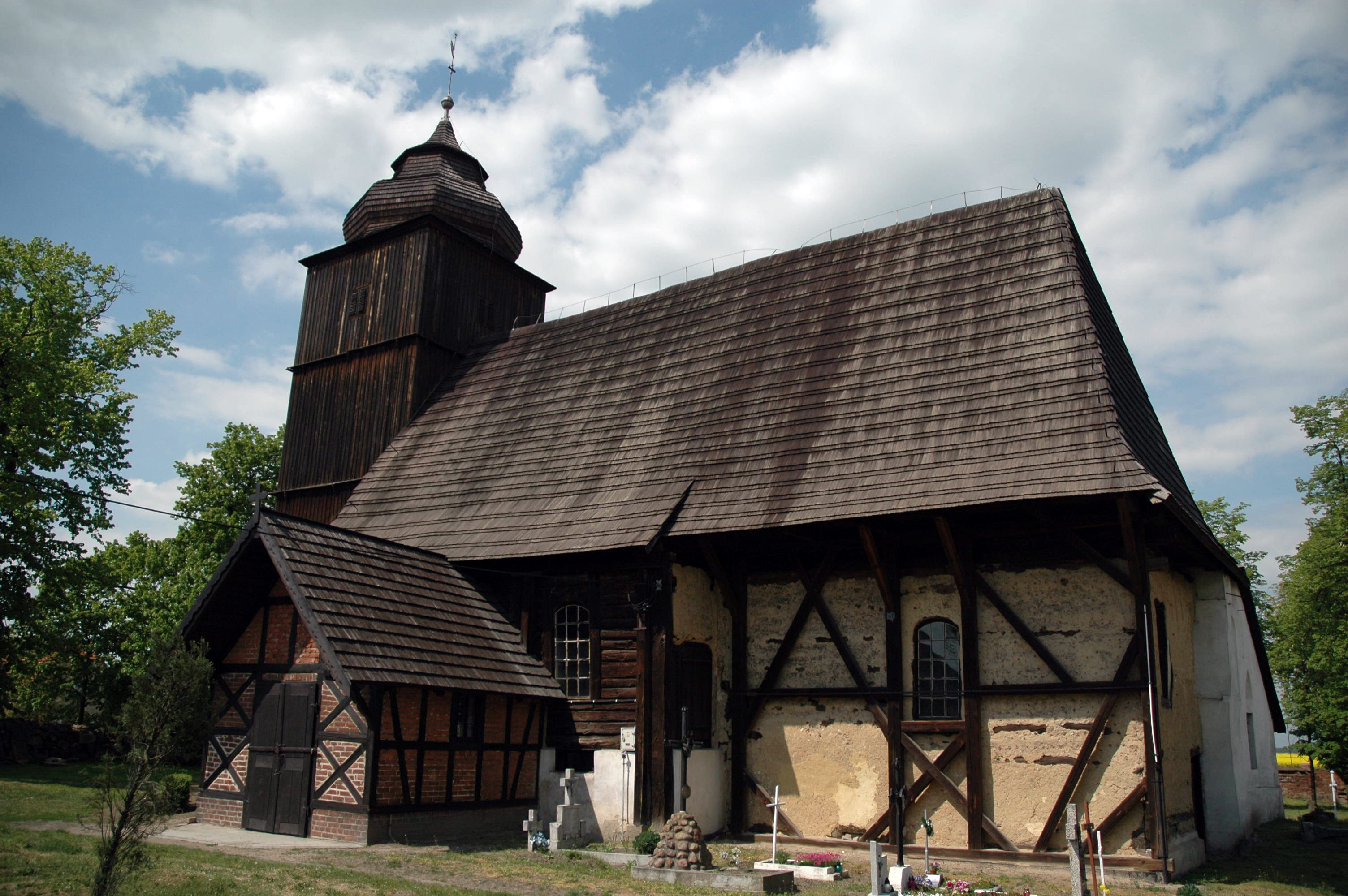
Kościół Świętych Piotra i Pawła w Obórkach

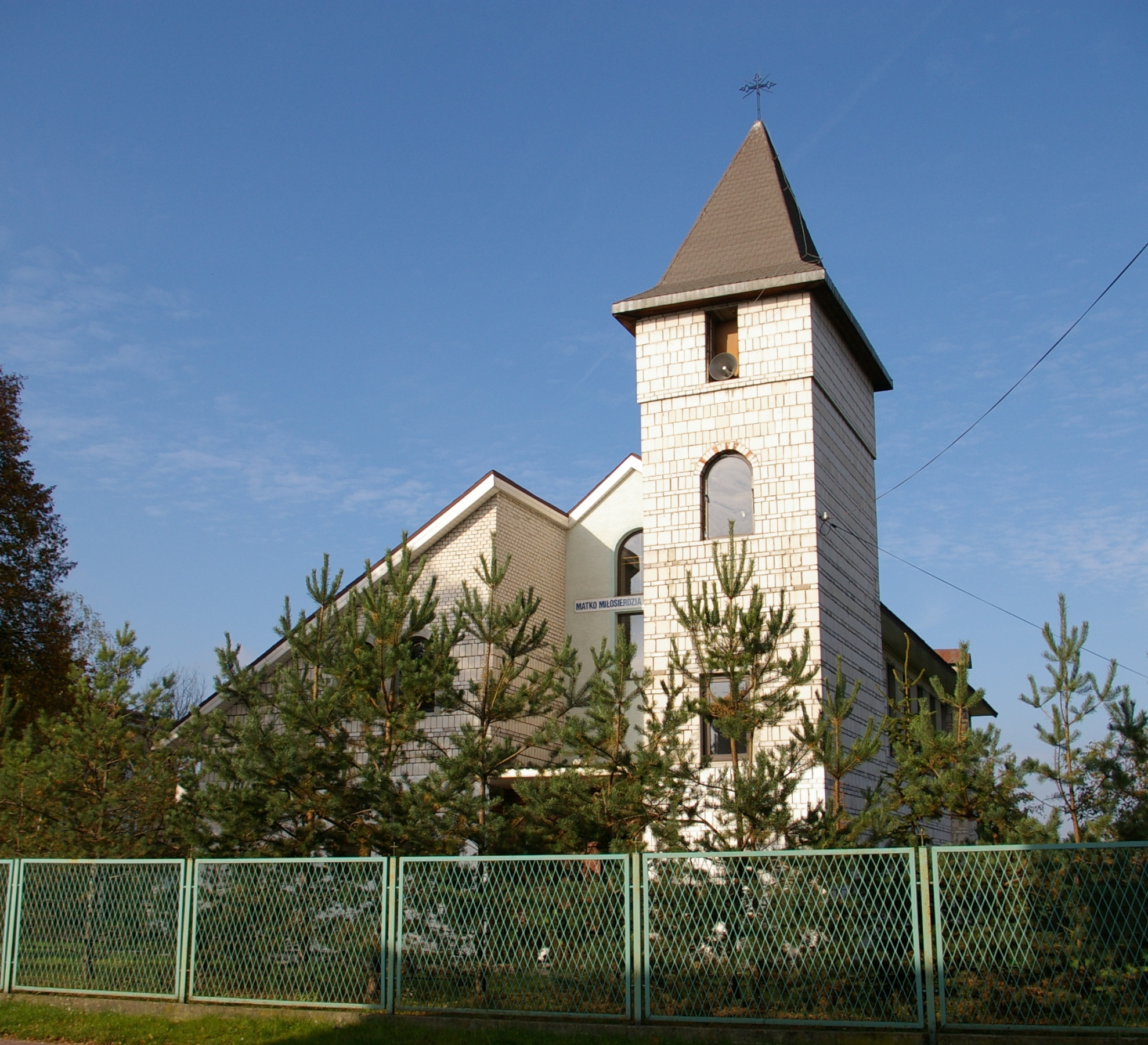
Kościół Imienia Maryi Panny w Ostrowcu Świętokrzyskim

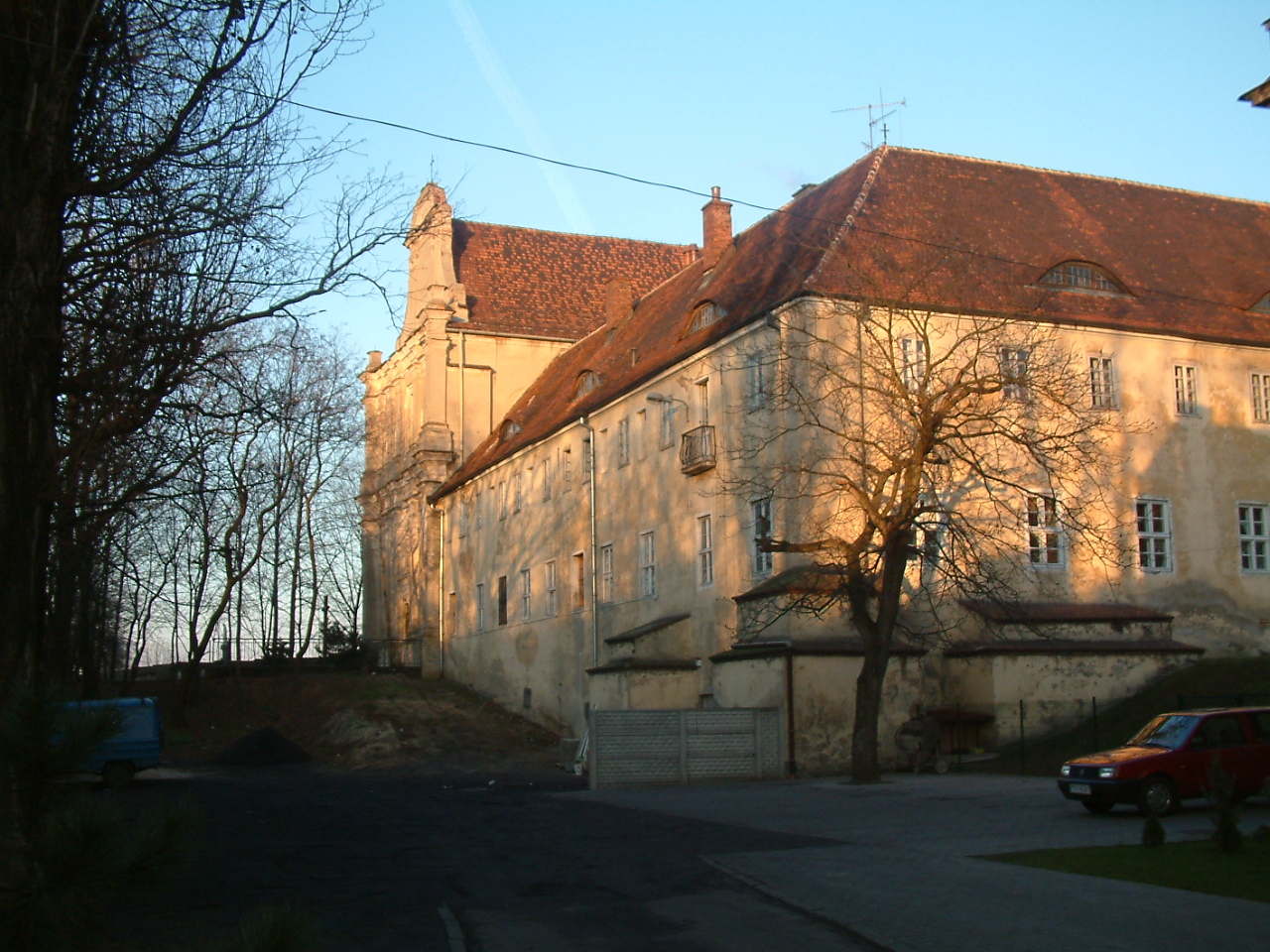
Kościół św. Kazimierza w Poznaniu

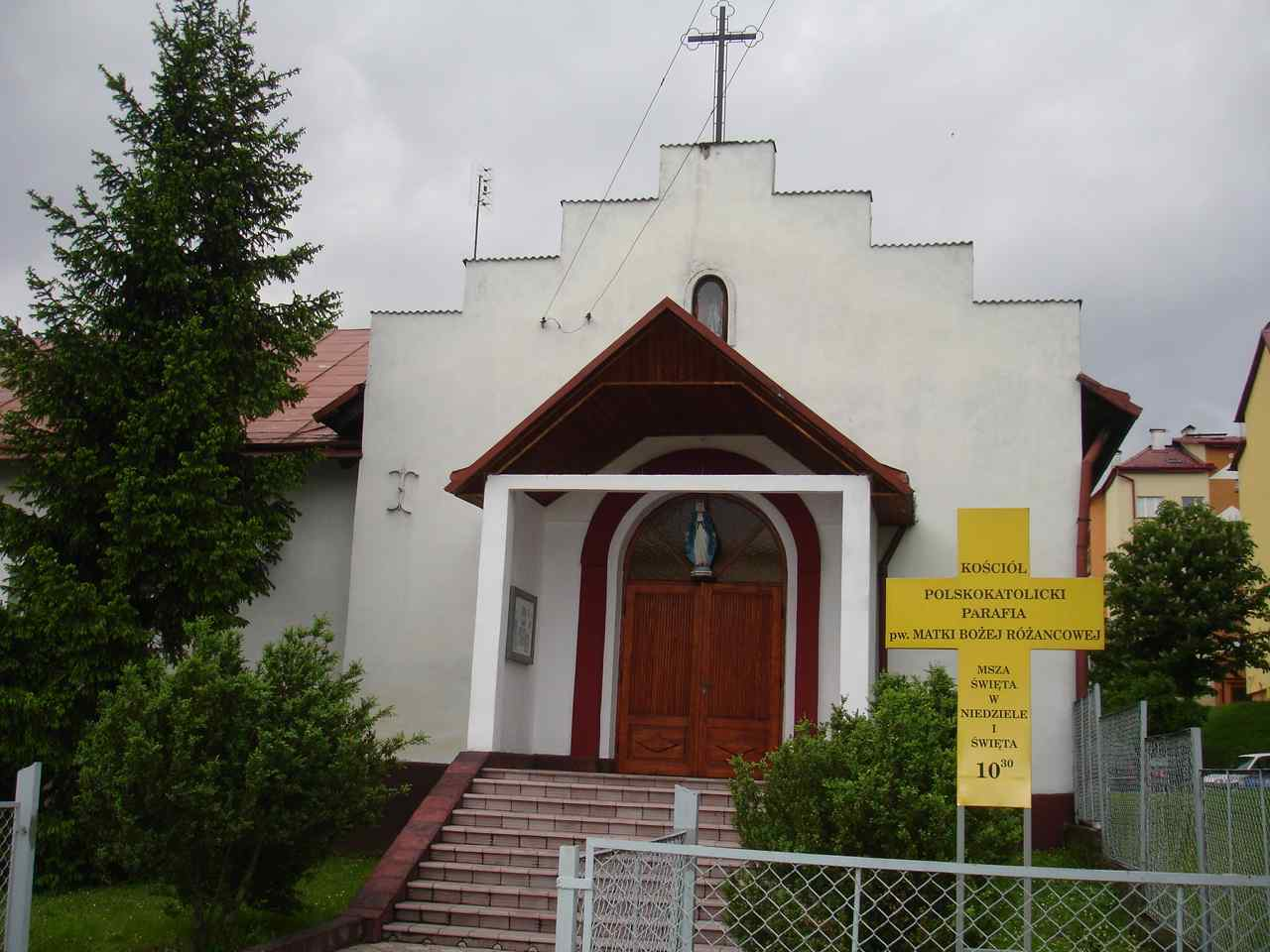
Kościół Matki Bożej Różańcowej w Sanoku

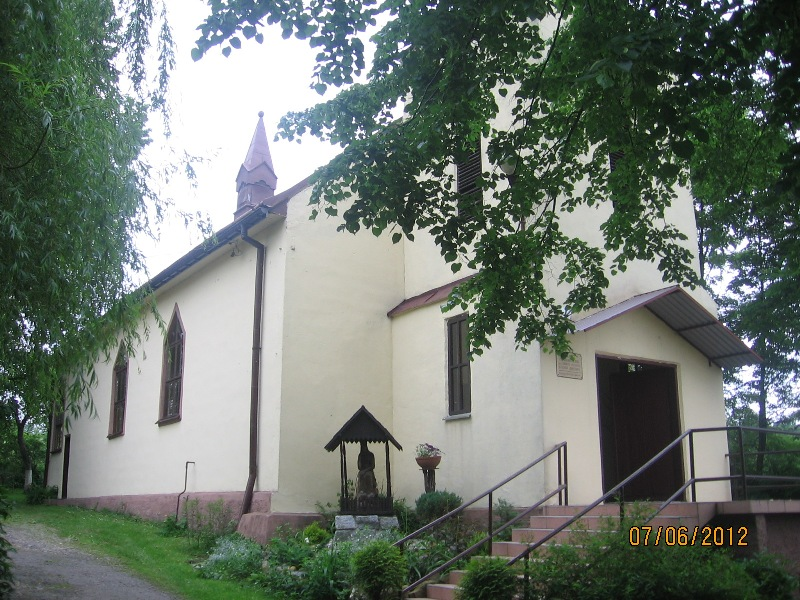
Kościół Dobrego Pasterza w Łękach Dukielskich

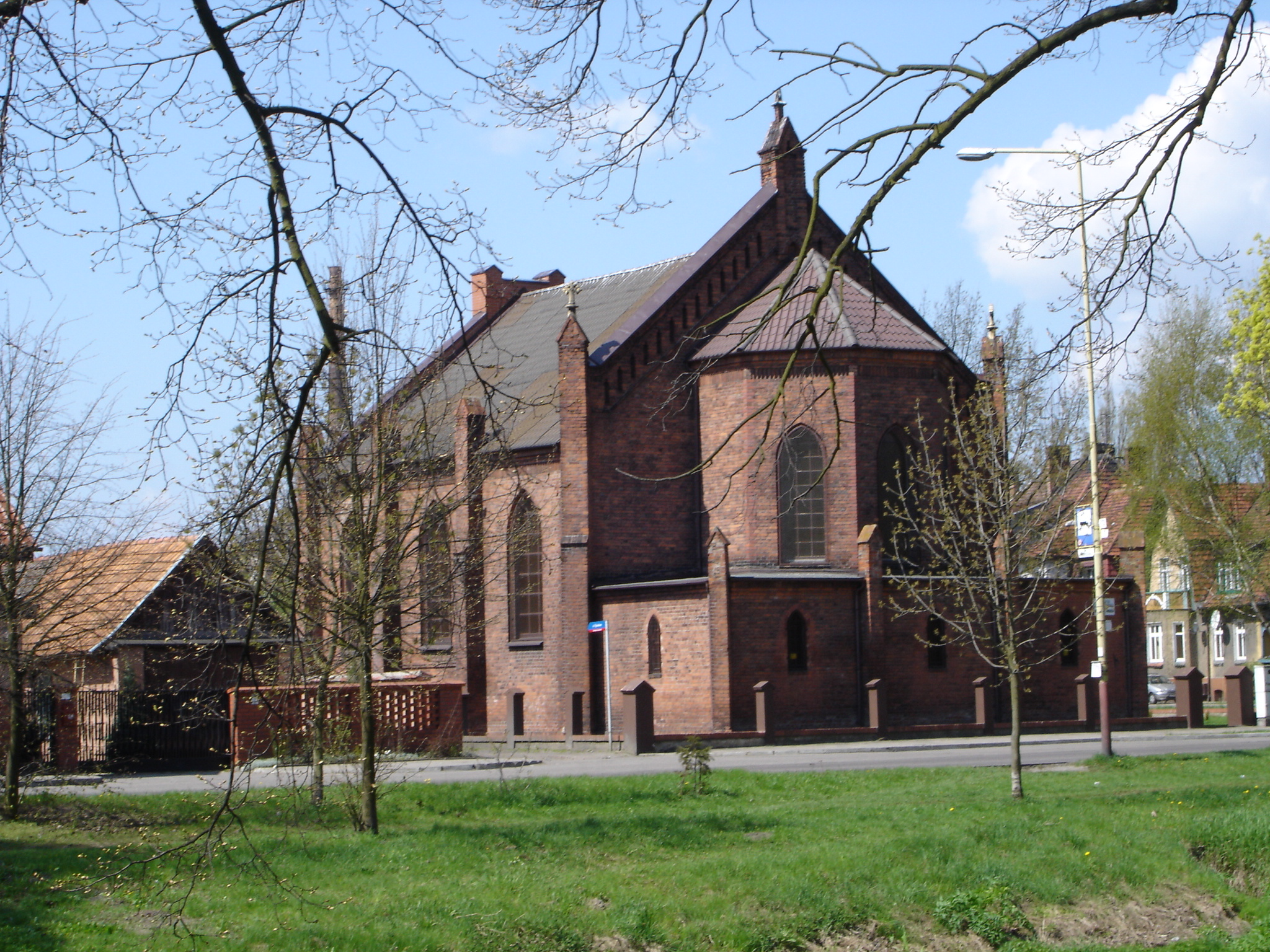
Kościół Przemienienia Pańskiego w Stargardzie

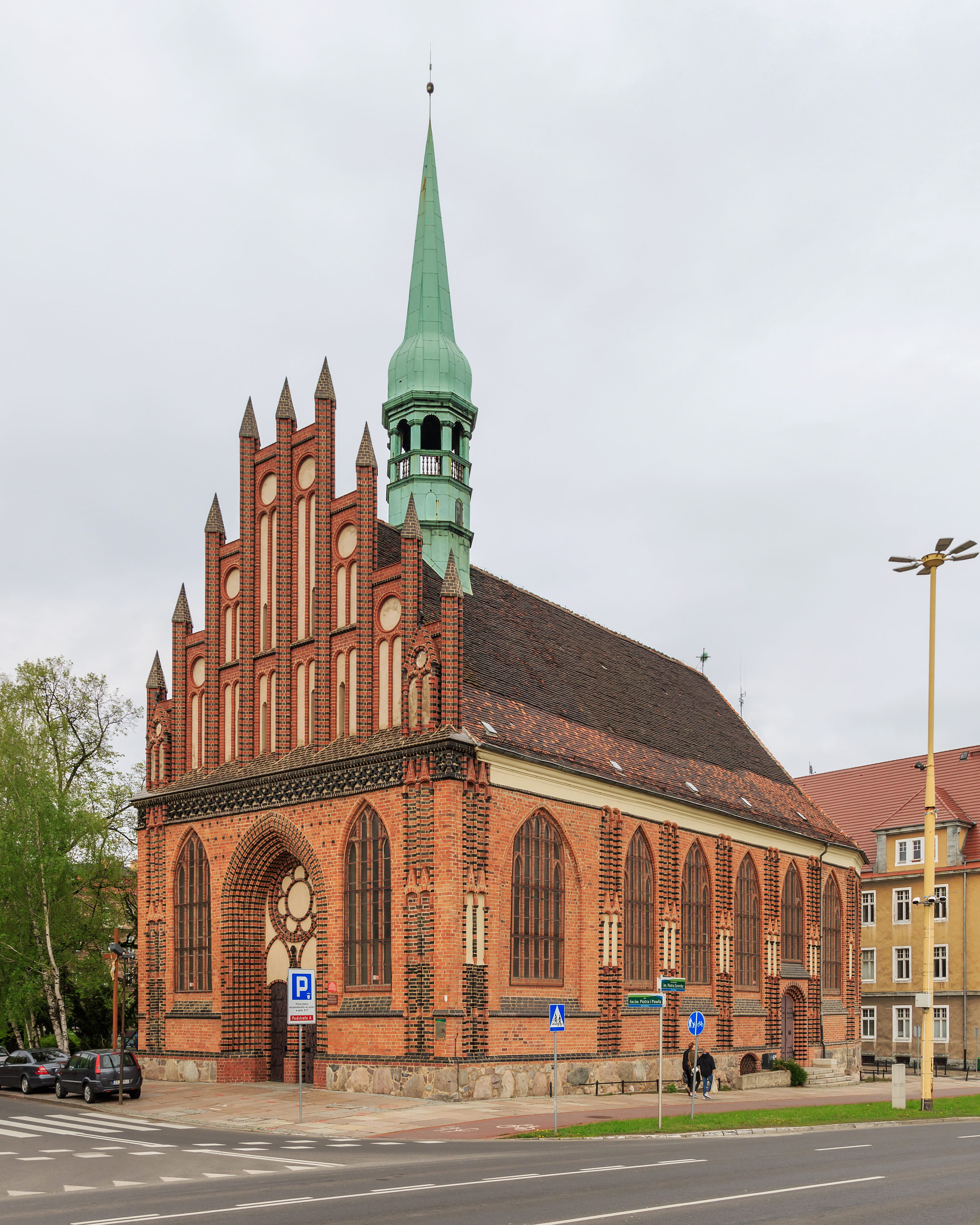
Kościół św. Piotra i św. Pawła w Szczecinie

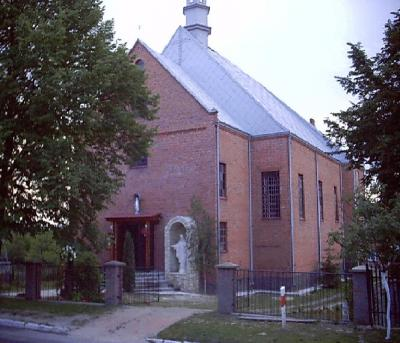
Kościół św. Jana Chrzciciela w Świeciechowie Dużym

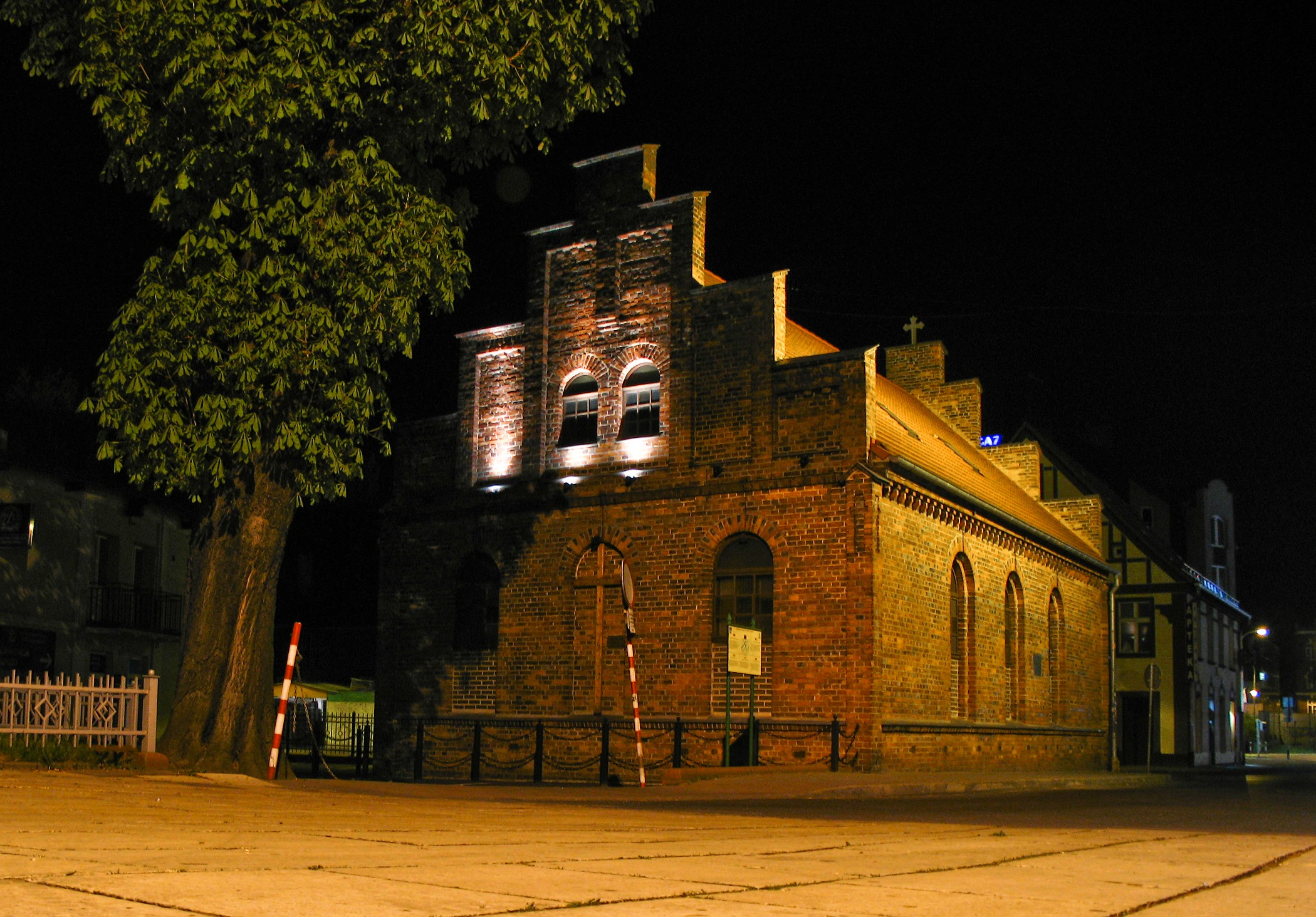
Kościół Najświętszej Maryi Panny Królowej Polski w Zielonej Górze

Kościół Polskokatolicki w Rzeczypospolitej Polskiej – Kościół starokatolicki prawnie działający na terenie Polski, członek:
- Unii Utrechckiej Kościołów Starokatolickich;
- Światowej Rady Kościołów;
- Konferencji Kościołów Europejskich;
- Polskiej Rady Ekumenicznej.

Organem prasowym wspólnoty jest „Rodzina”, a przy Kościele działa również Społeczne Towarzystwo Polskich Katolików. W 2024 roku liczył 17 633 wiernych, w tym 59 duchownych. Składał się z 73 parafii.
Według danych ze Spisu Powszechnego opublikowanych w 2023 roku Kościół Polskokatolicki w 2021 roku liczył 6942 członków.

## Historia

### Geneza Kościoła Polskokatolickiego
Polskokatolicy pojawili się na ziemiach polskich jako reemigranci ze Stanów Zjednoczonych, gdzie należeli do Polskiego Narodowego Kościoła Katolickiego (PNKK). W 1919 do Krakowa przybył z upoważnienia Rady Głównej PNKK i Polskiej Narodowej „Spójni” ks. Bogusław Krupski. Miał on zająć się akcją charytatywną, którą objęto osoby najuboższe. Jego działania doprowadziły do powstania w lipcu 1920 pierwszej w Krakowie parafii. Wkrótce zawiązywały się kolejne wspólnoty w innych miastach Polski.
W 1922 ze Stanów Zjednoczonych przybył do Krakowa biskup elekt Franciszek Bończak celem objęcia kierownictwa misji w Polsce. Założył w 1923 organ prasowy „Polska Odrodzona”, zorganizował pierwsze Seminarium Duchowne w Krakowie przy ul. Madalińskiego 10. Pracę misyjną ogromnie utrudniał brak legalizacji działalności Kościoła. Po wyjeździe bp. Franciszka Bończaka do Stanów Zjednoczonych w grudniu 1927 PNKK w Polsce liczył ok. 50 000 wiernych, skupionych w 22 parafiach. Gdy bp Franciszek Bończak opuścił Polskę, Kościołem kierował trzyosobowy Zarząd, który zwołał I Synod w Warszawie w dniach 27–29 czerwca 1928 roku. Dokonano wyboru kierownika Kościoła w osobie bp. Leona Grochowskiego, ordynariusza diecezji chicagowskiej. Bp Leon Grochowski tej funkcji nie objął. Dzięki poparciu i osobistemu zaangażowaniu bp. Franciszka Hodura, biskupem został wybrany ks. Władysław Faron, który w dniu 30 stycznia 1930 otrzymał sakrę biskupią. Jednak już 2 września 1931 na tzw. zjeździe krakowskim doszło w Kościele do rozłamu i powstania Polskiego Kościoła Starokatolickiego.
W listopadzie 1931 przybył do Polski ks. Józef Padewski i podjął się trudnej roli konsolidowania duchowieństwa i wiernych. W styczniu 1933 ks. Józef Padewski został powołany na stanowisko przewodniczącego Rady Kościoła i administratora PNKK w Polsce. Na II Synodzie w Warszawie, zwołanym w dniach 17–19 czerwca 1935, ks. Józef Padewski został wybrany na biskupa.
Wszelkie starania o uznanie prawne nie przyniosły do 1939 pozytywnego rezultatu. Ciężką sytuację Kościoła dodatkowo pogłębiło aresztowanie w dniu 1 września 1942 bp. Józefa Padewskiego, który po uwolnieniu w 1943 wyemigrował do Stanów Zjednoczonych.
We wrześniu 1944 zwołano do Lublina zjazd duchowieństwa i wiernych wyzwolonego spod okupacji niemieckiej rejonu Polski, na którym wybrano Tymczasową Radę Kościoła. Kolejny taki zjazd odbył się 2 marca 1945 w Warszawie. Zjazd ten postanowił, że stolica diecezji polskiej PNKK zostanie przeniesiona z Krakowa do Warszawy, a Kościołem tymczasowo kierować będzie ks. Stanisław Piekarz. 26 czerwca 1945 wybrano nową Radę Kościoła, której przewodniczącym został ks. Jan Kwolek. 14 września 1945 Rada Kościoła wniosła pismo do Ministerstwa Administracji Publicznej z prośbą o prawne uznanie Kościoła, co też stało się 1 lutego 1946 roku. Normalizacja administracji kościelnej nastąpiła po powrocie do kraju 20 lutego 1946 ks. bp. Józefa Padewskiego, który został ponownie wybrany zwierzchnikiem wspólnoty. Siedzibę władz przeniesiono ponownie do Krakowa.
Na początku lat 50. XX w. służby bezpieczeństwa państwa podjęły działania prowadzące do uzyskania całkowitej kontroli nad działalnością wszystkich związków wyznaniowych w Polsce. W 1951 grupa duchownych na czele z ks. Józefem Dobrochowskim, sterowana przez funkcjonariuszy V Departamentu Ministerstwa Bezpieczeństwa Publicznego postanowiła przejąć kontrolę nad polską gałęzią PNKK. Aby ułatwić działalność bezpiece najpierw wielokrotnie namawiano biskupa Józefa Padewskiego do złożenia urzędu, ale widząc jego nieustępliwość i wierność misji powierzonej przez bp. Franciszka Hodura, ostatecznie aresztowano go i osadzono w więzieniu. Biskupowi postawiono zarzut złamania dekretu prezydenta RP z dnia 26 kwietnia 1936 o obrocie pieniężnym z zagranicą i obrocie pieniężnym zagranicznymi i krajowymi środkami płatniczymi. Inni jego współpracownicy (tj. ks. Edward Narbutt-Narbuttowicz i ks. Franciszek Koc) usłyszeli oskarżenia o współpracę z Gestapo oraz szpiegostwo na rzecz wywiadów brytyjskiego i amerykańskiego. 10 maja 1951 Radio Wolna Europa podało wiadomość: „Ks. bp Józef Padewski został śmiertelnie zakatowany przez funkcjonariuszy Urzędu Bezpieczeństwa”. Za oficjalną przyczynę śmierci władze podawały zawał serca, czemu przeczyły widoczne rozległe rany na ciele od bicia i przypalania. Pogrzeb odbył się 14 maja 1951 nocą, w gronie kilku najbliższych współpracowników bp. Padewskiego na cmentarzu Kościoła Polskokatolickiego w Warszawie. Funkcjonariusze bezpieczeństwa gęsto obstawili przycmentarny teren, zaś pierwotnie zamordowanego planowano pochować w garniturze i po świecku, na co nie zgodzili się wierni polskokatoliccy i szybko zorganizowali godne urzędu szaty. W tym czasie prześladowano wielu duchownych, m.in. ks. Franciszka Koca, którego śledztwo zostało umorzone, oraz ks. Edwarda Narbutt-Narbuttowicza, którego skazano początkowo na karę śmierci, zamienioną najpierw na dożywocie, a potem na 15 lat więzienia. Ostatecznie został wypuszczony na mocy amnestii z 1956 roku.

### Kościół Polskokatolicki w PRL
Ogólnopolski Zjazd Kapłanów PNKK z 15 grudnia 1951 zadecydował o odłączeniu diecezji Polskiej PNKK od całości Polskiego Narodowego Kościoła Katolickiego w Stanach Zjednoczonych i Kanadzie oraz utworzeniu w pełni niezależnego Kościoła Polskokatolickiego. Rozpoczęto także czystkę w szeregach kapłańskich, wykluczając wszystkich tych, którzy sprzeciwiali się nowym porządkom – niepokornych szybko wydalano ze wspólnoty. W ten sposób komunistyczne władze przejęły pełną kontrolę nad nowym odłamem wyznaniowym: mianowały biskupów, wyrzucały ich ze stanowisk, kierowały polityką kadrową, obsadzały duchownych, finansowały całą działalność organizacyjną; był to Kościół funkcjonujący tak, jak w obrębie prawosławia rosyjskiego w międzywojniu, słynny ruch obnowlenczeski. Kościół organizował msze dziękczynne z okazji 22 lipca, wysyłano do władz listy gratulacyjne z okazji państwowych rocznic, wydawano listy potępiające kard. Stefana Wyszyńskiego (np. z okazji Milenium Chrztu Polski). Według podobnego schematu w latach 1948–1953 wymieniono kierownictwo w prawie wszystkich wspólnotach wyznaniowych w Polsce. Podobieństwa doktrynalne i organizacyjne do Kościoła rzymskokatolickiego sprawiły, że Kościół Polskokatolicki coraz częściej stawał się narzędziem w walce na linii Państwo – Episkopat Polski. Prognozowano również, że w przeciągu 20–30 lat Kościół Polskokatolicki będzie wiodącym związkiem wyznaniowym w Polsce Ludowej.
Urząd do Spraw Wyznań potrzebował jednak dla osiągnięcia rozwoju Kościoła Polskokatolickiego odpowiedniego kapłana, a takiego w ówczesnym środowisku polskokatolickim po prostu nie znano. Idealnym kandydatem wydawał się suspendowany przez Kościół rzymskokatolicki ks. Maksymilian Rode z Poznania. Ks. Maksymilian Rode, po odwołaniu z godności rzymskokatolickiego kapłana, nie krył się z ateistycznymi i prokomunistycznymi deklaracjami. 20 września 1957 dyrektor Urzędu ds. Wyznań, Jan Lech, zakomunikował mu, że ma wstąpić do Kościoła Narodowego i tu zostać biskupem naczelnym. Po wielu rozmowach z ks. Rode, w dniu 20 grudnia 1958, powołano go na wikariusza generalnego Kościoła Polskokatolickiego w PRL. Dotychczasowy ordynariusz, bp Julian Pękala, ustąpił ze swego stanowiska. Nowy zwierzchnik Kościoła przez dłuższy czas realizował polecenia Służby Bezpieczeństwa.
3 maja 1959 ks. dr Maksymilian Rode, w towarzystwie ks. kanclerza Tadeusza Majewskiego udał się do Stanów Zjednoczonych, gdzie przebywał do 29 maja. Podczas licznych spotkań i konferencji z biskupami Polskiego Narodowego Kościoła Katolickiego (Kościół Polskokatolicki i rzeczony Kościół pozostawały nadal we względnie bliskiej współpracy) ustalono, że oba Kościoły mają tę samą podstawę doktrynalną, są faktycznie jednym Kościołem, rządzonym przez odrębne kierownictwo wybierane na synodach. 5 lipca 1959 Maksymilian Rode otrzymał w Utrechcie sakrę biskupią. W tym samym roku, państwo zaczęło księżom wypłacać regularne pensje, wydano zezwolenie na budowę katedry polskokatolickiej przy ul. Żytniej i bursy dla kleryków przy ul. Szwoleżerów w Warszawie, wspomagano finansowo wydawanie Kościelnego organu prasowego, „Posłannictwa”, zezwolono na stworzenie Społecznego Towarzystwa Polskich Katolików, chętnie przyznawano świątynie poewangelickie na Ziemiach Odzyskanych. Za swojego największego przeciwnika bp Maksymilian Rode uznawał prymasa Stefana Wyszyńskiego, dlatego sam siebie nakazywał obdarzać tytułem prymasa Kościoła Polskokatolickiego w PRL.
Na początku lat 60. XX wieku władze coraz bardziej krytykowały politykę wewnątrzkościelną bpa Maksymiliana Rode, Kościół katolicki rósł w siłę, a rozbudowa Kościoła Polskokatolickiego zdecydowanie zwolniła tempo. W październiku 1965 na niejawnym zebraniu duchownych, w mieszkaniu bpa Juliana Pękali postanowiono o odsunięciu z urzędu zwierzchnika bpa Maksymiliana Rodego. Władze poparły ten wniosek i nakazały natychmiastowe złożenie urzędu. 1 listopada 1965 bp Maksymilian Rode oficjalnie zrzekł się urzędu Prymasa Kościoła Polskokatolickiego w PRL. Po gwałtownym odsunięciu od zwierzchnictwa nad Kościołem bpa Maksymiliana Rodego, przy zaangażowaniu Pierwszego Biskupa Polskiego Narodowego Kościoła Katolickiego w Stanach Zjednoczonych i Kanadzie Leona Grochowskiego, zwierzchnikiem Kościoła został ponownie bp Julian Pękala. 5 lipca 1966 do grona biskupów Kościoła Polskokatolickiego w PRL dołączyli jeszcze: ks. inf. Tadeusz Ryszard Majewski (od tej pory ordynariusz warszawski) oraz ks. dziek. Franciszek Koc (od tej pory ordynariusz wrocławski).
W dniu 15 maja 1975 we Wrocławiu, ordynariuszowi diecezji warszawskiej, ks. biskupowi Tadeuszowi R. Majewskiemu, powierzono funkcję zwierzchnika Kościoła, otrzymał on tytuł Pierwszego Biskupa Kościoła Polskokatolickiego w PRL. Biskup Tadeusz Majewski, mimo niektórych zasług dla Kościoła, świadomie lekceważył ustrój synodalny Kościoła i latami nie zwoływał synodu. Nie przestrzegał norm prawa Kościelnego, w szczególności zaś norm akcentujących rolę Synodu jako najwyższej, prawodawczej władzy w Kościele. Obniżało to rangę Kościoła i ośmieszało go w kraju oraz za granicą. Ponadto zdaniem władz państwowych, władze kościelne utraciły legitymację do działania w związku z upływem 7-letniej kadencji.
W 1983 do grona biskupów dołączył ks. Wiktor Wysoczański; 27 kwietnia 1987 podczas VIII Ogólnopolskiego Synodu Kościoła Polskokatolickiego w Jabłonnie, bp dr Wiktor Wysoczański został wybrany koadiutorem diecezji warszawskiej z prawem następstwa. Synod Ogólnopolski w głosowaniu tajnym większością 2/3 głosów również potwierdził wybór ks. inf. Zygmunta Koralewskiego i ks. adm. Wiesława Skołuckiego na biskupów diecezji wrocławskiej, ich konsekracja odbyła się 27 maja 1987 w Katedrze św. Marii Magdaleny we Wrocławiu.
Ustawą z dnia 17 maja 1989 o stosunku Państwa do Kościoła Katolickiego w PRL uchylono dekret z dn. 31 grudnia 1965 o organizowaniu i obsadzaniu stanowisk kościelnych. W ten sposób skończono z reliktem przeszłości, również w Kościele Polskokatolickim.

### Kościół Polskokatolicki w RP
Kościół Polskokatolicki wszedł po 1989 w nową rzeczywistość polityczną i społeczną. Żadnej z działających wówczas wspólnot nie ominęły problemy finansowe, majątkowe i przekształceniowe. Wytykani przez społeczeństwo polskie polskokatolicy, jako wierni komunistycznemu aparatowi, mieli nadzieje na powrót do jedności z PNKK i na odcięcie się od niechlubnej przeszłości. W tym kierunku próbował iść Pierwszy biskup Kościoła: Tadeusz Ryszard Majewski, jednak nie podjęto żadnych konkretnych kroków ku jedności z PNKK i zawiązania porozumienia z Kościołem rzymskokatolickim. W dniu 14 października 1994 na posiedzeniu Sejmu RP, odczytano pierwszy projekt Ustawy o stosunku Państwa do Kościoła Polskokatolickiego w RP, uchwalony 23 sierpnia 1995 roku.
27 czerwca 1995 na kolejnym synodzie Kościoła Polskokatolickiego w Jabłonnie na zwierzchnika wspólnoty wybrano bpa prof. dra hab. Wiktora Wysoczańskiego. Jego ingres odbył się w grudniu 1996 w Warszawie. Nowego zwierzchnika nie zaakceptowała część duchownych i wiernych, związana z poprzednim zwierzchnikiem Kościoła Polskokatolickiego – biskupem Tadeuszem Ryszardem Majewskim. Wśród nich znalazł się ks. Tomasz Rybka (proboszcz parafii Dobrego Pasterza w Warszawie-Henrykowie), który rozpoczął w mediach oraz wśród duchowieństwa kampanię na rzecz unieważnienia decyzji demokratycznego Synodu Kościoła. Rozmowy między stronami nie przyniosły żadnego oczekiwanego rezultatu, wręcz przeciwnie ich przeciąganie prowokowało telewizję i prasę do nagłaśniania problemów Kościoła. W 2003 Rada Kościoła Polskokatolickiego w RP jednogłośnie zdecydowała o skreśleniu ks. Tomasza Rybki i jego ojca ks. Jerzego Rybki (oficjalnym powodem tej decyzji była nieprawość i nieumiejętność dostosowania się do zasad panujących w Kościele Polskokatolickim w RP) z listy duchownych i zniesieniu związanej z nimi parafii Dobrego Pasterza w Warszawie, mimo to nadal podawali się oni za jej duszpasterzy, czego w świetle obowiązującego Prawa Kościelnego czynić nie mogli. Od tej chwili ks. Tomasz Rybka wielokrotnie starał się również o włączenie Parafii Dobrego Pasterza pod jurysdykcję Polskiego Narodowego Kościoła Katolickiego, ale wtedy zwierzchnik Kościoła bp Robert M. Nemkovich nie planował tworzenia jakiejkolwiek misji Polskiego Narodowego Kościoła Katolickiego na terenie Polski. 6 października 2006 wspólnota kierowana przez Tomasza Rybkę została zarejestrowana w rejestrze Kościołów i związków wyznaniowych MSWiA pod nazwą Polski Narodowy Katolicki Kościół w RP. Na początku PNKK sprzeciwił się jednoznacznie używaniu nazwy, która sugeruje jakiekolwiek związki opisywanej wspólnoty z ich Kościołem, mimo to w Polskim Narodowym Kościele Katolickim w USA i Kanadzie istniała licząca się grupa duchownych (m.in. ks. bp Antoni Rysz) wspierająca tę diasporę. 5 maja 2009 biskup Sylwester Bigaj otrzymał pełnomocnictwo Rady Głównej Polskiego Narodowego Kościoła Katolickiego w USA i Kanadzie do reprezentowania tego Kościoła w sporze administracyjnym toczącym się pomiędzy Polskim Narodowym Katolickim Kościołem w RP a Kościołem Polskokatolickim w RP.
26 maja 2000 w rzymskokatolickim kościele pw. św. Elżbiety we Wrocławiu odbyło się wielkie nabożeństwo ekumeniczne z okazji Jubileuszu 2000-lecia Chrześcijaństwa. Nabożeństwo to, zorganizowane przez Kościół Polskokatolicki, to wynik wielomiesięcznych kontaktów z Konferencją Episkopatu Polski i kard. Henrykiem Gulbinowiczem – arcybiskupem metropolitą wrocławskim. Biskup Wiktor Wysoczański skierował słowo pasterskie do zgromadzonych i odczytał akt przebaczenia oraz pojednania w imieniu Kościoła Polskokatolickiego. Powiedział On:
„W roku Wielkiego Jubileuszu Dwu tysiąclecia Narodzenia Jezusa i ustanowienia świętego, Powszechnego i Apostolskiego Kościoła, pełni pokory i zrozumienia naszych niedoskonałości i przewinień, wpatrzeni – Boże – w Twoje Serce, pełne miłości, miłosierdzia i przebaczenia, które ukazałeś Światu w Swoim Objawieniu i misji Jednorodzonego Syna, Jezusa Chrystusa, Najwyższego Kapłana i Pasterza Ludu Bożego – My – Kościół Polskokatolicki – stajemy dziś w Twojej obecności przed naszymi Braćmi z Kościoła Rzymskokatolickiego, wyciągamy nasze dłonie ku pojednaniu i powtarzamy: Przebaczamy i prosimy o przebaczenie”
W 2007 gościem Kościoła Polskokatolickiego był starokatolicki abp Utrechtu Joris Vercammen; odwiedził on kilka parafii na terenie Lubelszczyzny, wygłosił wykład naukowy na Chrześcijańskiej Akademii Teologicznej oraz brał udział w uroczystej liturgii w katedrze Świętego Ducha w Warszawie.
18 czerwca 2008 odbył się Ogólnopolski Synod Kościoła Polskokatolickiego w RP w Warszawie. Wprowadzono zmiany w Prawie Wewnętrznym Kościoła Polskokatolickiego w RP, m.in. przedłużenie kapłanom możliwości pracy duszpasterskiej w Kościele do 75. roku życia (kapłanowi który ukończył 75. rok życia, biskup ordynariusz lub administrator może przedłużyć prawo do pełnienia obowiązków duszpasterskich na czas określony lub do odwołania) i zmianę wyboru delegatów na Synod – każdy dekanat będzie wybierał po 2 wiernych świeckich i 2 duszpasterzy. Postanowiono w skład Rady Synodalnej włączyć z urzędu kierownika lub delegata sekcji starokatolickiej ChAT. Zgłoszono potrzebę utworzenia Komisji Promocji Kościoła i poprawę stanu wydawnictw kościelnych.
W dniach 7–19 lipca 2008 gościem Kościoła był bp Robert Nemkovich – Pierwszy Biskup Polskiego Narodowego Kościoła Katolickiego w USA i Kanadzie, wziął on udział w wycieczce do Polski zorganizowanej z okazji 100. rocznicy powstania Polskiej Narodowej „Spójni”. Z tej okazji w dniu 12 lipca 2008 była celebrowana przez Pierwszego Biskupa uroczysta liturgia w katedrze Świętego Ducha w Warszawie. 5 maja 2009 bp Robert Nemkovich wygasił pełnomocnictwo biskupowi prof. dr hab. Wiktorowi Wysoczańskiemu do reprezentowania PNKK w Polsce. Na to miejsce powołał biskupa Sylwestra Bigaja.
W dniach 13–23 sierpnia 2011 bp Antoni Mikovsky wraz z biskupem Sylwestrem Bigajem, odbył pierwszą, po wyborze na Pierwszego Biskupa, pielgrzymkę do Polski, podczas której odwiedził miejsce urodzin biskupa Franciszka Hodura oraz modlił się na grobie męczennika biskupa Józefa Padewskiego. Był także głównym gościem uroczystości 50-lecia prokatedry Matki Bożej Nieustającej Pomocy w Strzyżowicach.
29 kwietnia 2013 roku biskup Antoni Mikovsky wystosował list otwarty do MSWiA w którym ostatecznie potwierdził, że Kościół Polskokatolicki w RP jest jedynym wyznaniem, z którym Polski Narodowy Kościół Katolicki utrzymuje łączność na terenie Polski. Pismo to oficjalnie uregulowało na nowo stosunki pomiędzy Kościołami i utwierdziło je w jedności wiary i moralności.
18 czerwca 2013 roku odbył się Synod Ogólnopolski Kościoła Polskokatolickiego w RP w Konstancinie-Jeziornie. Gośćmi Synodu byli m.in. Pierwszy Biskup PNKK Antoni Mikovsky oraz towarzyszący mu bp Paweł Sobiechowski – ordynariusz diecezji wschodniej PNKK. Międzynarodową Konferencję Biskupów Starokatolickich Unii Utrechckiej reprezentował bp Dick Schoon z Haarlemu (Holandia). Jednym z punktów programu Synodu był wybór biskupów dla diecezji krakowsko-częstochowskiej i wrocławskiej. Kandydatów w imieniu Rady Synodalnej zarekomendował Zwierzchnik Kościoła bp prof. dr hab. Wiktor Wysoczański (ponownie wybrany na ordynariusza diecezji warszawskiej). Jednak w głosowaniu tajnym nie uzyskali oni 2/3 głosów elektorów Synodu wymaganych przez kan. 55 Prawa Wewnętrznego Kościoła Polskokatolickiego w RP. Synod przyjął dokument programowy „Duszpasterstwo i misyjność Kościoła” – przedstawiony przez ks. inf. mgr. Antoniego Normana oraz uchwały i postanowienia odnoszące się do działalności Kościoła Polskokatolickiego w RP na okres do czerwca 2018 r.
Od 24 do 27 czerwca 2019 r. Kościół Polskokatolicki był gospodarzem Międzynarodowej Konferencji Biskupów Starokatolickich, która obradowała w Lublinie. W ramach Konferencji odbyło się spotkanie z biskupami anglikańskimi, którzy odpowiadają za kontynent europejski. 25 czerwca biskupi starokatoliccy spotkali się z abp. lubelskim Stanisławem Budzikiem. Jedną z ważniejszych decyzji MKBS było zawiązanie pełnej wspólnoty komunijnej z Kościołem Mar Thoma. Każdego dnia obradom towarzyszyły nabożeństwa biskupów starokatolickich w rzymskokatolickim kościele św. Wojciecha, które codziennie odbywały się w innym języku i według różnych porządków liturgicznych.

## Dialog ekumeniczny
Kościół Polskokatolicki w RP jest członkiem Światowej Rady Kościołów i Konferencji Kościołów Europejskich. Duchowni polskokatoliccy są współzałożycielami Polskiej Rady Ekumenicznej, właśnie z racji swojego członkostwa w ostatniej z wymienionych organizacji, Kościół aktywnie bierze udział we wszystkich z licznych spotkań, seminariów i nabożeństw organizowanych przez radę, szczególnie w corocznym Tygodniu Modlitw o Jedność Chrześcijan.
Bp prof. dr hab. Wiktor Wysoczański zasiadał z urzędu w prezydium PRE, a ks. mgr Kamil Wołyński jest delegatem Kościoła do młodzieżowej rady PRE.
Postawa ekumeniczna Kościoła Polskokatolickiego w RP (wtedy: diecezja polska Polskiego Narodowego Katolickiego Kościoła) wynika z uchwały podjętej na I Synodzie w Warszawie w 1928. Do rozpoczęcia dialogu teologicznego między Kościołami rzymskokatolickim i polskokatolickim przyczyniła się jednak dopiero osoba obecnego zwierzchnika Kościoła – bp prof. dr hab. Wiktora Wysoczańskiego. 12 lutego 1997 zwierzchnik Kościoła Polskokatolickiego w RP przesłał list kard. Józefowi Glempowi z prośbą o zainicjowanie na posiedzeniu Konferencji Episkopatu Polski sprawy rozpoczęcia dialogu ekumenicznego pomiędzy Kościołami. W dniu 2 kwietnia 1997 kard. Glemp wystosował pismo do ks. bpa Alfonsa Nossola, przewodniczącego Rady do Spraw Ekumenizmu, w którym – wyrażając stanowisko Konferencji episkopatu – poprosił o nawiązanie kontaktu z Kościołem Polskokatolickim w RP. W dniu 22 kwietnia 1997 ks. bp Wysoczański przekazał ks. biskupowi Nossolowi dokumenty i korespondencję dotyczącą dialogu pomiędzy Kościołem rzymskokatolickim a Kościołami starokatolickimi, w tym Polskim Narodowym Kościołem Katolickim w USA i Kanadzie. 11 grudnia 1997 bp Nossol przesłał na ręce bpa Wysoczańskiego pismo zawiadamiające, że 292. Konferencja Plenarna Episkopatu w Częstochowie zatwierdziła osobowy skład rzymskokatolickiej strony dialogu z Kościołem Polskokatolickim w RP. 6 stycznia 1998 bp Jacek Jezierski – biskup pomocniczy warmiński poinformował bpa Wysoczańskiego, że został wyznaczony, wraz z dwoma teologami, do podjęcia kontaktu (dialogu teologicznego) z Kościołem polskokatolickim. W dniu 10 lutego 1998 w Konstancinie k. Warszawy, w Domu Konferencyjnym im. bp. Edwarda Herzoga, rozpoczął się oficjalny dialog ekumeniczny pomiędzy Kościołem Polskokatolickim w RP a Kościołem rzymskokatolickim. Na nabożeństwie ekumenicznym w dn. 26 maja 2000 we Wrocławiu w obecności przedstawicieli Episkopatu Polski i wiernych doszło do porozumienia o współpracy i poszanowaniu Kościołów: polskokatolickiego i rzymskokatolickiego.
W Kościele działa stały zespół ds. Dialogu Teologiczno-Ekumenicznego Kościoła Polskokatolickiego w RP z Kościołem rzymskokatolickim w Polsce – przewodniczącym ze strony Kościoła rzymskokatolickiego jest bp Marian Błażej Kruszyłowicz OFM Conv, a ze strony Kościoła Polskokatolickiego w RP jest bp prof. dr hab. Wiktor Wysoczański.
Kościół Polskokatolicki w RP jest samodzielny i niezależny organizacyjnie od jakichkolwiek zagranicznych władz kościelnych i świeckich. Kościół pozostaje w jedności wiary i moralności z Polskim Narodowym Kościołem Katolickim w Stanach Zjednoczonych Ameryki i Kanadzie (PNKK).

## Nauka Kościoła Polskokatolickiego w RP
Nauka Kościoła Polskokatolickiego w RP nie odbiega od wiary i tradycji Kościoła katolickiego. W sprawowaniu tych świętych czynności posługuje się kalendarzem liturgicznym roku kościelnego. Najwyższą cześć Kościół oddaje Bogu w Trójcy Świętej Jedynemu. Kościół oddaje cześć aniołom, apostołom, męczennikom i świętym, a wśród nich w szczególny sposób Maryi Pannie. Kościół uznaje tradycyjne 7 sakramentów, zgodnie z nauką Kościoła katolickiego. Eucharystia sprawowana jest pod dwiema postaciami: Ciała i Krwi Pańskiej. W Kościele Polskokatolickim w RP są sprawowane dwie formy spowiedzi: indywidualna (uszna w konfesjonale) oraz ogólna (sprawowana bądź jako odrębny obrzęd przed ołtarzem, bądź w połączeniu z mszą świętą w części zwanej spowiedzią powszechną). Do spowiedzi indywidualnej są zobowiązani przystępować dzieci oraz młodzież do sakramentu bierzmowania. Kościół Polskokatolicki w RP nie uznaje dogmatu o nieomylności papieża.
Godłem Kościoła Polskokatolickiego w RP jest otwarta księga Ewangelii, wsparta o krzyż i palmę, na tle promieniującej tarczy słonecznej z napisem „Prawdą, Pracą, Walką”. Hymnem Kościoła Polskokatolickiego w RP jest pieśń: Tyle lat my Ci, o, Panie.

## Biskupi Kościoła Polskokatolickiego
Zwierzchnicy Kościoła Polskokatolickiego w RP na przestrzeni lat: 
- 1951–1957 – Kolegium biskupie
- 1957–1958 – bp Julian Pękala (1904–1977)
- 1959–1965 – bp prof. dr Maksymilian Rode (1911–1999)
- 1965–1975 – bp Julian Pękala (1904–1977)
- 1975–1994 – bp Tadeusz Majewski (1926–2002)
- 1995–2023 – bp Wiktor Wysoczański (1939–2023)
- od 2023 – bp Andrzej Gontarek (ur. 1970)

Aktualnie w Kościele Polskokatolickim w RP urząd biskupa piastują: 
- bp Stanisław Bosy (ur. 1948), ordynariusz diecezji wrocławskiej
- bp Henryk Dąbrowski, biskup pomocniczy diecezji warszawskiej
- bp Andrzej Gontarek (ur. 1970), Biskup Zwierzchnik Kościoła Polskokatolickiego w RP oraz ordynariusz diecezji warszawskiej
- bp Antoni Norman (ur. 1951), ordynariusz diecezji krakowsko-częstochowskiej

## Duchowni
Kościół Polskokatolicki w RP przyjmuje starokatolicką zasadę trójstopniowego Urzędu Apostolskiego, który stanowią:
- diakoni – diakonem w Kościele Polskokatolickim może być mężczyzna, który posiada odpowiednie przygotowanie merytoryczne i duchowe do posługi. Diakoni sprawują takie czynności jak: udzielanie sakramentów: chrztu św. i Komunii św., diakon może ponadto odprawiać pogrzeb, błogosławić wiernych i małżeństwa, a także może poświęcać przedmioty kultu religijnego, ma prawo głoszenia kazań.

- kapłani – kapłanem Kościoła Polskokatolickiego może być mężczyzna, który ukończył Chrześcijańską Akademię Teologiczną w Warszawie – wydział Teologia starokatolicka i Wyższe Seminarium Duchowne Kościoła Polskokatolickiego w Warszawie oraz uzyskał akceptację władz kościelnych oraz przynajmniej święcenia diakonatu. Warunkiem otrzymania święceń kapłańskich jest ukończenie 24. roku życia, a nieprzekroczenie 45. roku życia oraz odpowiednie wykształcenie filozoficzno-teologiczne[19].

- biskupi – biskupem w Kościele Polskokatolickim w RP może być kapłan, który ma 15-letni staż pracy duszpasterskiej i został wybrany przez Synod Ogólnopolski oraz konsekrowany przez przynajmniej trzech biskupów – członków Międzynarodowej Konferencji Biskupów Starokatolickich Unii Utrechckiej.

Wszystkich duchownych nie obowiązuje celibat. W Kościele obowiązują stroje liturgiczne podobne jak w Kościele rzymskokatolickim.

## Administracja Kościoła
Kościół podzielony jest na trzy diecezje: warszawską, wrocławską i krakowsko-częstochowską. Kościół ma 12 dekanatów, 80 parafii, 82 duchownych pracujących w duszpasterstwie, 9 duchownych emerytów, 21 432 wiernych. Siedzibą zwierzchnich władz Kościoła jest Warszawa.
Najwyższym organem Kościoła Polskokatolickiego w RP jest Synod Ogólnopolski zwoływany zgodnie z prawem Kościoła co 5 lat. W okresie międzysynodalnym najwyższym organem jest Rada Synodalna Kościoła, przy której działają: Sąd Biskupi (oficjał sądu: ks. inf. dr Kazimierz Bonczar), komisja rewizyjna (przewodniczący: ks. inf. Czesław Siepietowski), komisja prawa kościelnego, komisja duszpasterska, komisja liturgiczna, komisja finansowo-gospodarcza, komisja dialogu ekumenicznego, komisja młodzieżowa, komisja kobiet oraz komisja programów radiowych i telewizyjnych.

### Diecezje Kościoła Polskokatolickiego w RP
| Diecezja                | Ordynariusz            | Siedziba    |
| ----------------------- | ---------------------- | ----------- |
| krakowsko-częstochowska | Bp Antoni Norman       | Częstochowa |
| warszawska              | Bp dr Andrzej Gontarek | Warszawa    |
| wrocławska              | Bp Stanisław Bosy      | Wrocław     |

## Statystyki

### Dane według statystycznych ankiet wyznaniowych
| Rok  | Liczba wiernych | Liczba parafii | Liczba kościołów/kaplic | Liczba duchownych |
| ---- | --------------- | -------------- | ----------------------- | ----------------- |
| 1989 | 52 400          | 94             | 100                     | 113               |
| 1990 | 52 400          | 94             | 100                     | 113               |
| 1991 | 52 400          | 91             | 92                      | 113               |
| 1992 | 52 400          | 86             | 87                      | 110               |
| 1994 | 61 376          | 85             | 85                      | 104               |
| 1995 | 23 087          | 86             | 86                      | 101               |
| 1996 | 23 969          | 86             | 86                      | 99                |
| 1998 | 21 730          | 86             |                         | 105               |
| 2000 | 23 031          | 81             | 81                      | 104               |
| 2001 | 22 422          | 83             |                         | 106               |
| 2002 | 21 938          | 83             |                         | 102               |
| 2003 | 21 299          | 82             |                         | 99                |
| 2004 | 19 172          | 81             |                         | 91                |
| 2005 | 19 137          | 81             | 77                      | 89                |
| 2006 | 19 035          | 81             |                         | 89                |
| 2007 | 18 804          | 81             | 77                      | 88                |
| 2010 | 20 956          | 77             | 78                      | 76                |
| 2011 | 20 956          | 77             | 78                      | 76                |
| 2012 | 20 752          | 74             | 76                      | 76                |
| 2013 | 21 432          | 80             | 80                      | 82                |
| 2014 | 19 225          | 78             | 79                      | 73                |
| 2015 | 18 705          | 74             | 76                      | 66                |
| 2016 | 18 112          | 72             | 72                      | 62                |
| 2017 | 18 058          | 73             | 73                      | 59                |
| 2018 | 18 259          | 72             | 72                      | 59                |
| 2019 | 18 254          | 72             | 72                      | 59                |
| 2020 | 18 016          | 72             | 72                      | 79                |
| 2021 | 18 155          | 72             | 72                      | 65                |
| 2022 | 18 140          | 72             |                         | 67                |
| 2023 | 18 015          | 76             |                         | 57                |
| 2024 | 17 633          | 73             |                         | 59                |

### Dane według wyników spisów powszechnych
| Spis powszechny               | Liczba deklaracji |
| ----------------------------- | ----------------- |
| Narodowy Spis Powszechny 2011 | 8807              |
| Narodowy Spis Powszechny 2021 | 6942              |